# Phrynium tristachyum
Phrynium tristachyum là một loài thực vật có hoa trong họ Marantaceae. Loài này được Ridl. miêu tả khoa học đầu tiên năm 1924.